# 鳩の湯温泉
鳩の湯温泉（はとのゆおんせん）は、群馬県吾妻郡東吾妻町（旧国上野国）にある温泉。
浅間隠温泉郷の一つ。近隣には薬師温泉がある。

## 泉質
- ナトリウム・カルシウム-塩化物・硫酸塩泉
  - 泉温　44℃
- 加水・加温なしの源泉100%。

## 温泉地
吾妻渓谷沿いに一軒宿の「三鳩樓」が存在する。日帰り入浴も扱っている。
現在の旅館が創業したのは、明治時代である。露天風呂は冬季のみ閉鎖される。（湯温低下のため）

## 歴史
江戸時代、負傷した鳩がこの湯で傷を治したという説からこの温泉名が付けられた。

## アクセス
- 関越自動車道渋川伊香保ICから国道17号、国道353号経由、車で約60分。

- JR吾妻線中之条駅より、関越交通バス大戸線「浅間隠温泉郷」行きで40分。「清水」バス停下車、徒歩5分。